# Mitsubishi Spacejet
Mitsubishi Spacejet, av företaget skrivet SpaceJet, var ett jetflygplansprojekt av det japanska företaget Mitsubishi. Planet skulle användas som regionalflygplan och rymma 70-90 passagerare. Det första flygplanet började monteras i april 2011. Den första flygningen skedde 11 november 2015. Planet presenterades på Paris Air Show 2007. Planet var tänkt att bli världens första regionalflygplan byggt i kompositmaterial, men Mitsubishi berättade år 2009 att detta har ändrats till vanligt aluminium .

## Namnbyte och nedläggning
Flygplanet gick ursprungligen under namnet Mitsubishi Regional Jet (MRJ) men i juni 2019 döpte Mitsubishi om MRJ-programmet till SpaceJet.
I maj 2020 halverade Mitsubishi budgeten för Spacejet-programmet. I oktober 2020 tillkännagav Mitsubishi en ytterligare budgetminskning och en "tillfällig paus" för de merparten av arbetet med flygplanet medan de utforskade möjligheterna för en omstart av projektet. Den 6 februari 2023 avslutade Mitsubishi Spacejet-projektet med anledning av osäkerheter i marknaden för regionala jetflygplan och tillkännagav planer på att upplösa sitt dotterbolag Mitsubishi Aircraft Corporation.